# 高橋直子 (ラジオパーソナリティ)
高橋 直子（たかはし なおこ、1974年（昭和49年）6月9日 - ）は、北海道を拠点に活動していた日本のラジオパーソナリティ。
北海道上富良野町出身。小樽商科大学商学部社会情報学科卒業。
北海道放送 (HBC) 専属のパーソナリティであったが、2009年10月2日放送の『一平・直子のほっとスマイル!』最終回をもって卒業した。
二胡の奏者でもあり、HBCパーソナリティ時代から福本ゆめに師事して学んだ。

## 出演

### テレビ番組
- アンカー! - サブアンカー[5]

### ラジオ番組
- 直子・明日香のラジオ大好き！
- さくらいさんとやまうちくん（1999年4月5日 - 2001年3月30日）
- 山ちゃん直子のラジオマガジン（2001年4月2日 - 2004年3月26日）
- ミュージックシャワー（2001年10月6日 - 2005年4月2日）
- 一平・直子のほっとスマイル!（2004年3月29日 - 2009年10月2日）